# Maroon 5
Maroon 5 je americká pop rocková kapela z Los Angeles, Kalifornie. Skupina původně vznikla v roce 1994 pod jménem Kara’s Flowers, zatím co byli členové ještě na střední škole. V sestavě Adam Levine, Jesse Carmichael, Mickey Madden a Ryan Dusick sepsali smlouvu s Reprise Records a vydali album The Fourth World v roce 1997. Po nečekaném neúspěchu (po celém světě se prodalo přibližně jen 5000 kusů) se kapela rozloučila s jejich nahrávacím studiem a členové chodili na vysokou školu. V roce 2001 se skupina znovuzrodila jako Maroon 5 a přidal se k ní kytarista James Valentine.
Dále Maroon 5 podepsali smlouvu s Octone Records a nahráli své debutové album v roce 2002. Album Songs About Jane bylo vypuštěno v červnu 2002. Singl z něj "Harder to Breathe" pomohl album proslavit a dosadit ho na číslo 6 na seznamu Billboard 200. Druhý a třetí singl "This Love" a "She Will Be Loved" se staly celosvětovými hity v roce 2004. Poté kapela získala cenu Grammy - Best New Artist - v roce 2005. V příštích několika letech Maroon 5 cestovali po celém světě na podporu Songs About Jane a vydali dvě živé nahrávky: 2004's 22.1. 03 a Acoustic a 2005's Live - Friday the 13th. V roce 2006 bubeník Ryan Dusick opustil kapelu a byl nahrazen Matt Flynnem. Potom skupina nahrála své druhé album It Won’t Be Soon Before Long na počátku roku 2007. Album bylo vydáno v květnu a dostalo se na první místo na Billboard 200. První singl "Makes Me Wonder" se stal pro Maroon 5 prvním singlem číslo jedna na US Billboard Hot 100.
Hands All Over - třetí studiové album skupiny vyšlo v září 2010. Singl "Misery" byl top 15. hit na Billboard Hot 100, zatímco čtvrtý singl alba, "Moves Like Jagger" se stal pro Maroon 5 druhým singlem, jenž se dostal na vrchol Hot and Spicy 100 a prodal přes 8,5 milionu (červen 2012) kopií po celém světě. Zatím poslední, čtvrté studiové album skupiny - Overexposed bylo vydáno v červnu 2012. Album se dostalo až na 2. místo Billboard 200. Jeho první dva singly, "Payphone" a "One More Night" se oba staly mezinárodními hity a dosáhly také vrcholu v Billboard 200 (1. a 2. místo). Od roku 2002 skupina vydala ve Spojených státech již 10 alb.

## Historie

### 1989–2002: Kara's Flowers a následný počátek Maroon 5
Čtyři původní členové Maroon 5 se setkali při navštěvování Brentwoodské školy v Los Angeles. Zatímco chodili na Shooting Stars školu, Adam Levine a Jesse Carmichael se spojili s Mickey Madden a Ryan Dusick a založili Kara‘s Flowers, popovou kapelu. Název byl převzat podle dívky, do které byli členové skupiny kolektivně zamilovaní. Kapela odehrála svůj první koncert ve Whisky a Go Go 16. září 1995. Zatímco hráli na beach party v Malibu, producent Tommy Allen je slyšel hrát a nabídl, že by jim mohl dělat manažera a poskytnout kontakt na skladatele John De Nicola (Dirty Dancing), se kterým by nahráli záznam své hudby. Tým Roba Cavallo slyšel záznam, který Allen a DeNicola produkoval, což nakonec vedlo k dohodě Kara’s Flowers s Reprise Records a producentem Robem Cavallo. V roce 1997 vydali album The Fourth World. Jejich žánr a styl se inspiroval Britpopem ze šedesátých let. Přes velká očekávání kapely a nahrávací společnosti se album nedokázalo uchytit a jejich singl, "Soap Disco" byl neúspěch. Podle Levina bylo selhání "velkým zklamáním", až téměř vedlo k rozpadu v roce 1998. Alb se po celém světě prodalo pouze 5000 kopií a po jednom jediném měsíci byli shozeni z prodeje. Když se v roce 2000 vrátili, přinesli následky z této události s sebou. Sam Farrar (baskytarista kapely Planet Phantom, od roku 2012 člen Maroon 5) říká, že píseň Aaliyah "Are You That Somebody?" měla na kapelu efekt a ovlivnila píseň "Not Coming Home". Výrobce Tim Sommer je podepsal k demo-dohodě s MCA Records a produkoval s nimi v Los Angeles v polovině roku 2000 společně s Markem Dearnley. Proti Sommerově radě, MCA odmítli vyzvednout kapelu a tyto nahrávky nikdy nebyly zveřejněny. Jordan Feldstein, přítel Levinovy rodiny a junior agent v ICM přerušil jednomu z kapely zkoušku a byl tak překvapen tím, co uslyšel, že opustil jeho zaměstnání s cílem řídit kapelu na plný úvazek. Kapela dala dohromady demo, které bylo odmítnuto hned několika vydavateli, než spadlo do rukou vedoucím Octone Records - James Diener, Ben Berkman a David Boxenbaum. Při hledání nových talentů dostal Berkman do rukou spoustu dem od bratra bývalého kolegy z Columbia Records, ale píseň "Sunday Morning", která upoutala jeho pozornost popisoval jako „geniální“. Berkman byl neuvěřitelně překvapen, že byla napsána Kara’s Flowers - zněla zcela odlišně, než to co slyšel, zatímco byl u Warner Brothers.
Berkman doporučil Dienerovi a Boxenbaumovi, aby letěli do L.A. sledovat ukázkový koncert ve Viper Room, kde měla čtyřčlenná skupina vystoupit. Po sledování Levina na jevišti byli přesvědčeni. Berkman řekl HitQuarters, že to co kapela potřebuje je „pátý člen, co bude hrát na kytaru a uvolnění zpěváka, aby se stal hvězdou, za jakou jsem ho vycítil". Octone ihned trval na tom, že kapela musí změnit jméno ke skrytí minulosti - Kara’s Flowers. O. Records také začali hledat kytaristu na plný úvazek, aby se Levine mohl zaměřit naplno na bytí frontmanem. James Valentine (od skupiny Square) byl přijat. Svůj vstup komentoval následovně: "Spřátelil jsem se s nimi a tak nějak jsme spolu začali jammovat. Připadalo mi, že jsem podváděl svojí kapelu – měli jsme jakési problémy a já je opustil, abych se mohl přidat k Maroon 5.". Přesto jejich repertoár obsahoval pouze písně "Sunday Morning" a "She Will Be Loved" z nichž ani jeden Octone neschválil jako první singl. Skupina cestovala celý rok, než vstoupila do studia s producentem Mattem Wallace. Levinova frustrace a požadavky Berkmana na singl ho inspirovaly k napsání písně "Harder To Breathe".

### 2002–2006: Songs About Jane a Dusickův odchod
Ryan Dusick: "V době, kdy jsme začali dělat album (Songs About Jane) v roce 2001 a 2004 dosáhlo vrcholu, odešli jsme od životního stylu hladovějících muzikantů a začali jsme přemýšlet, co přinese budoucnost - od jízdy na vlně úspěchu po naše nejdivočejší očekávání"

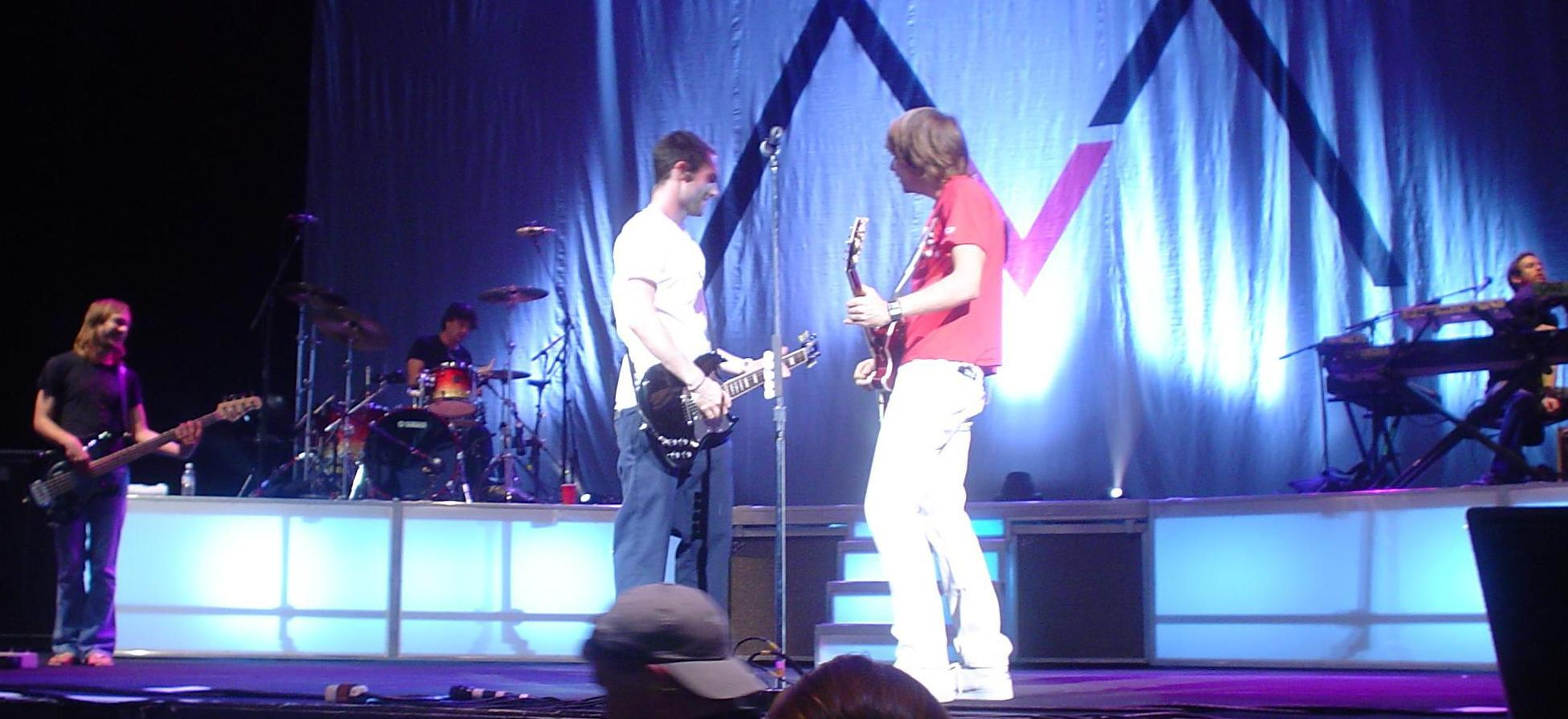
Maroon 5 na koncertě v roce 2004

James Valentine navštěvoval v roce 1996 společně s Johnem Mayerem Berklee College of Music, kde se seznámili. V roce 2002 se znovu setkali při vystoupení Maroon 5 v Mayer radio. Když Mayer slyšel jejich album, byl tak zaujatý (zejména "This Love", který se stal nejúspěšnějším z alba a zároveň jakýmsi pohonem kapely), až jim nabídnul, že by za něj mohli zahájit jeho časné 2003 turné. První singl "Harder To Breathe" pomalu zvedal airplay, čímž urychlil prodej alba. V březnu 2004, Songs About Jane dosáhl Top 20 na Billboard 200 (album vyvrcholilo u čísla 6 v září 2004) a "Harder To Breathe" se dostal do vrcholných 20 na Billboard Hot 100 singlových hitparád. Poté Mayer pozval kapelu k zahajování znovu v roce 2004. V průběhu následujících tří let kapela cestovala prakticky non-stop, včetně návštěvy sedmnácti zemí. Během této doby zpívali s Michelle Branch, Nikka Costa, Vanessa Carlton, Graham Colton a The Rolling Stones. A byli i po boku s Cowboy Mouth, Gavin DeGraw, Matchbox Twenty, Sugar Ray, Counting Crows, Fantoma Planet, The Hives, Dashboard Confessional, Big City Rock, The Like, Simon Dawes, Jason Mraz, Thrills, Tersty Merc, Marc Broussard, The Donnas, RedWest, Michael Tolcher a Guster.
Songs About Jane nakonec dosáhlo čísla 2 na Australan albums charts, zatímco "Harder To Breathe" tvořilo vrchol Top 20 hitparády singlů v USA a Velké Británii, Top 40 v Austrálii a na Novém Zélandu. Nakonec vyšplhalo až na č. 1 ve Spojených královstvích. Druhý singl "This Love" dosáhl č. 5 v USA, č. 3 ve Velké Británii a č. 8 v Austrálii. Třetí singl, "She Will Be Loved" dosáhl vrcholu ve Spojených státech a Spojených královstvích a vybojoval si č. 1 v Austrálii. Čtvrtý singl "Sunday Morning "dosáhl Top 40 v USA, UK a Austrálii. Maroon 5 také hráli na Live 8, ve Philadelphii v roce 2005. Jejich výstup zahrnoval cover Neila Younga "Rockin 'In The Free World" a frontman Levine hrál s jedním z jeho hrdinů, Stevie Wonderem. Dne 13. května 2005, v Santa Barbaře v Kalifornii se kapela zúčastnila Honda Civic Tour, kterou tam vedla. Dne 9. června 2005 vystupovali na počest amerického filmaře George Lucas. Lucas sám vybral Maroon 5 na akci, jelikož v té době byli hudebními favority jeho dítěte. V průběhu let turné kapely trpěl jejich bubeník, perkusista a doprovodný zpěvák Ryan Dusick kvůli tomuto cestovatelskému způsobu života. Téměř non-stop koncerty zhoršily jeho staré sportovní zranění. Po několika absencích na turné s Rylandem Steenem (bubeník bývalé kapely Jamese Valentina – Square; Ryland je v současné době členem ska punkové kapely Reel Big Fish) John Day přijal na chvíli jeho místo. Dusick oficiálně opustil Maroon 5 v září 2006. Matt Flynn, bývalý bubeník Gavin DeGraw a B-52, se připojil ke skupině jako náhrada.

## Diskografie
- 2002: Songs About Jane
- 2007: It Won't Be Soon Before Long
- 2008: Call & Response - Remix album
- 2010: Hands all over
- 2012: Overexposed
- 2014: V
- 2017: Red Pill Blues
- 2021: JORDI